# Agabus lineatus
Agabus lineatus là một loài bọ cánh cứng trong họ Bọ nước. Loài này được Gebler miêu tả khoa học năm 1848.